# Die andere Seite des Mondes (2003)
Die andere Seite des Mondes (orig. La face cachée de la lune) ist ein kanadisches Filmdrama aus dem Jahr 2003. Regisseur Robert Lepage verfilmte sein gleichnamiges Theaterstück und verkörperte in einer Doppelrolle zwei unterschiedliche Brüder.

## Handlung
Phillippe ist im mittleren Alter und arbeitet in einem Callcenter um Zeitungsabonnements zu verkaufen. Er ist schon seit seiner Kindheit fasziniert von der erdabgewandten Seite des Mondes und von der Raumfahrt. Oft flüchtet er aus seiner tristen Realität in eine schwerelose Fantasiewelt im Weltall. Zu seinem gegensätzlichen, jüngeren, erfolgreicheren Bruder André hat Phillippe eine problematische Beziehung. André ist Wetteransager im Fernsehen und homosexuell.
Kürzlich ist die von Phillippe sehr geliebte Mutter der beiden Brüder gestorben. Sie hinterlässt einen Goldfisch namens Beethoven in einem Wasserglas.
Eines Tages telefoniert Phillippe zufällig mit seiner Exfreundin Nathalie, die inzwischen verheiratet ist und einen kleinen Sohn hat. Bestellen will sie nichts. Phillippes Chefin beobachtet kritisch seine Privatgespräche. Dies ist der einzige Hinweis in dem Film auf soziale Beziehungen von Phillippe – außer der zu seinem Bruder.
Rückblick: Als Kind hat Phillippe einen Tumor im Kopf und bekommt Chemotherapie. Er sammelt farbige Steine und legt sie wie Planeten um die Sonne auf. Es herrscht Bitterkeit zwischen den Brüdern. Mit 15 Jahren experimentiert Phillippe mit LSD und steckt seinen bewusstlosen Bruder in die Trockenmaschine, die wie eine Raumkapsel aussieht, was die Mutter herbeiruft.
Eine Fernsehsendung sucht Videos von Zuschauern um sie ins Weltall zu schicken. Phillippe schickt seinen selbst gedrehten Videofilm ein, in dem er sich den Außerirdischen als Beispiel für einen Menschen präsentiert. Seine Doktorarbeit über den Narzissmus als Triebkraft für Forschungsprogramme wird zum zweiten Mal abgewiesen. Er hört einen Vortrag des sowjetischen Kosmonauten Alexei Leonow, der am sowjetischen Mondprogramm teilhatte. Phillippe will mit ihm seine Doktorarbeit diskutieren, doch ein geplantes Treffen in einer Hotelbar findet nicht statt, weil Leonow wegen eines angesagten Schneesturms vorzeitig aus Kanada abreist. Doch Phillippe wird vom Ziolkowski-Institut nach Moskau zu einer Tagung eingeladen. Sein Bruder soll inzwischen für den Goldfisch sorgen, was Phillippe mit ihm während der Arbeit im Callcenter am Telefon bespricht. Phillippe verliert seinen Job wegen dieses Privatgespräches während der Dienstzeit.
Kurz bevor er nach Moskau fliegt, klärt ihn ein Arzt darüber auf, dass die Mutter vermutlich Selbstmord begangen hat. Die Mutter war wegen Diabetes beinamputiert und litt an Nierenversagen, weshalb sie zur Dialyse musste. Sie starb daran, dass sie ein großes Glas Wasser trank, ohne Rücksicht auf ihre Nierenerkrankung.
Phillippe ist sehr erschüttert darüber, dass seine Mutter offensichtlich den Freitod gewählt hat. Er hatte sie bis zu ihrem Tode gepflegt und umsorgt. Er fliegt traurig nach Moskau, im Flugzeug muss er weinen. Darüber vergisst er, seine Uhr nach der Landung in Moskau auf die russische Zeit umzustellen und verschläft in seinem Hotelzimmer unter Träumen von Raumkapseln seinen Termin bei der Tagung. Als er am Tagungsort ankommt, sind alle schon weg, bis auf den Übersetzer. Dieser ist nicht mit Phillippes Theorie einverstanden.
Zuhause erfriert der Goldfisch, weil der Strom ausgefallen ist. André sagt es seinem Bruder am Telefon und sie sprechen miteinander über den Selbstmord der Mutter. André liest Phillippe einen Brief aus den USA vor, in dem Phillippe mitgeteilt wird, dass seine Videobotschaft ausgewählt wurde und in den Weltraum ausgestrahlt werden wird. André schlägt vor, das zu feiern und er wird Phillippe vom Flughafen abholen.
Phillippe wartet am Moskauer Flughafen vor einem großen Plakat von Kosmonauten. Plötzlich beginnt seine Brille zu schweben. Auch er selbst erhebt sich schwerelos in die Höhe vor dem Sternenhimmel auf dem Plakat und fliegt immer weiter in die Höhe, bis in den Weltraum und schließlich zur anderen Seite des Mondes.

## Entstehung & Veröffentlichung
Gedreht wurde in Montreal und der Stadt Québec. Das Budget betrug circa 1,6 Millionen CAD. Der Film war Kanadas offizieller Vorschlag für den Oscar 2005 in der Kategorie Bester fremdsprachiger Film, er wurde aber nicht nominiert. Der englische Filmtitel lautet The Far Side of the Moon.
Der Film wurde am 9. September 2003 beim Toronto Film Festival veröffentlicht. Danach lief er am 8. Februar 2004 bei den Internationalen Filmfestspielen in Berlin. Der Start in vier Kinos in Deutschland erfolgte am 22. Juni 2006. Am 24. November 2006 wurden DVDs in Deutsch und Französisch veröffentlicht. Im deutschen Fernsehen lief die französische Originalfassung mit deutschen Untertiteln.

## Rezeption
Der Film wurde grundsätzlich positiv besprochen. Cinema sah das Porträt „eines liebenswerten Außenseiters“ und befand den Film „skurril und drollig“. Das Lexikon des internationalen Films beschrieb die „philosophierende Komödie“ wie folgt:

„Regisseur Robert Lepage entwirft das thematisch wie formal vielgestaltige Porträt eines vom Leben enttäuschten Philosophen, dessen existenziellen Fragen er sich ernsthaft und zugleich voller Sinn für die Absurditäten des Seins widmet.“

„Mit Rückblenden, Traumvisionen, skurrilen Einfällen und einer deftigen Prise schwarzen Humors zeichnet Theaterregisseur und -schauspieler Robert Lepage mit seinem ruhig erzählten Porträt zweier unterschiedlicher Brüder einen visuell beeindruckenden, persönlichen Einblick in die Geschichte der Weltraumfahrt. Besonders stark: die Leistung von Robert Lepage als Hauptdarsteller. Denn er verkörpert die beiden Brüder so gekonnt, dass man manchmal meint, zwei Schauspieler seien hier am Werk.“

Der Film wurde bei den folgenden Auszeichnungen berücksichtigt:
- 2004 gewann Robert Lepage bei den Internationalen Filmfestspielen in Berlin den FIPRESCI-Preis in der Sektion Panorama.
- 2004 erhielt Lepage einen Genie Award für das beste adaptierte Drehbuch. Weiters gab es drei Nominierungen, nämlich für Lepage als besten Hauptdarsteller und besten Regisseur und für die Produzenten Bob Krupinski und Mario St-Laurent für den besten Film.
- 2004 gewann Brigitte Bilodeau den Prix Jutra für das beste Make-up.
- 2004 erhielt Lepage beim Namur International Festival of French-Speaking Film den Golden Bayard für den besten Film.
- 2004 wurde Lepage beim Valladolid International Film Festival für das Golden Spike nominiert.

## Belege
1. ↑   Freigabebescheinigung für Die andere Seite des Mondes. Freiwillige Selbstkontrolle der Filmwirtschaft, März 2006 (PDF; Prüfnummer: 105 412 K).
2. 1 2  Die andere Seite des Mondes. In: Rotten Tomatoes. Fandango, abgerufen am 27. Dezember 2024 (englisch, aggregiert aus 21 Kritiken).
3. 1 2  Die andere Seite des Mondes. In: Metacritic. Abgerufen am 27. Dezember 2024 (englisch, aggregiert aus 9 Kritiken).
4. ↑  Mark Deming: The Far Side of the Moon (2003) (Memento vom 24. Juni 2019 im Internet Archive) bei AllMovie (englisch)
5. 1 2  Die andere Seite des Mondes. In: cinema. Abgerufen am 10. April 2021.
6. 1 2  Die andere Seite des Mondes. In: prisma. Abgerufen am 10. April 2021.
7. ↑  Die andere Seite des Mondes. In: Lexikon des internationalen Films. Filmdienst, abgerufen am 2. März 2017.